# Cedusa spinosa
Cedusa spinosa är en insektsart som först beskrevs av Metcalf 1945.  Cedusa spinosa ingår i släktet Cedusa och familjen Derbidae. Inga underarter finns listade i Catalogue of Life.